# Guignardia citricarpa
Guignardia citricarpa is een schimmelsoort uit de familie van de Botryosphaeriaceae (ascomyceten).

## Plantenpathogeen
Een aantal stammen ervan zijn plantenpathogeen en veroorzaken de vlekkenziekte "black spot" op citrusvruchten. Onder meer citroen, grapefruit, limoen, mandarijn en sinaasappel zijn hiervoor gevoelig. De schimmel komt voor in tropisch en subtropisch Azië, Afrika, Zuid-Amerika en Oceanië. Black spot is of was een ernstige bedreiging van de citrusteelt in grote delen van Australië, Zuid-Afrika en de provincie Guangdong in China en G. citricarpa wordt er beschouwd als de belangrijkste pathogeen van citrusvruchten.
Black spot werd in Australië voor het eerst vastgesteld en beschreven in 1895. Temple B. Kiely van het Department of Agriculture van New South Wales beschreef het veroorzakende organisme als de nieuwe soort Guignardia citricarpa in 1948.
De infectie gebeurt voornamelijk door middel van ascosporen, die zich ontwikkelen op dode, afgevallen bladeren. Als de ascosporen losgelaten worden, worden ze door de lucht en het water verspreid. Na infectie duurt het minstens 6 maanden voordat de symptomen van de ziekte zichtbaar worden. De vlekken zijn aanvankelijk rond en bruin met een kleine depressie, die geleidelijk groter en dieper wordt en een lichtgekleurde kern en zwarte rand krijgt, terwijl de schil er rondom groen wordt. Door de vlekken op de schil zijn de vruchten ongeschikt voor de verkoop. Ernstige infectie kan leiden tot het vroegtijdig afvallen van de vruchten.

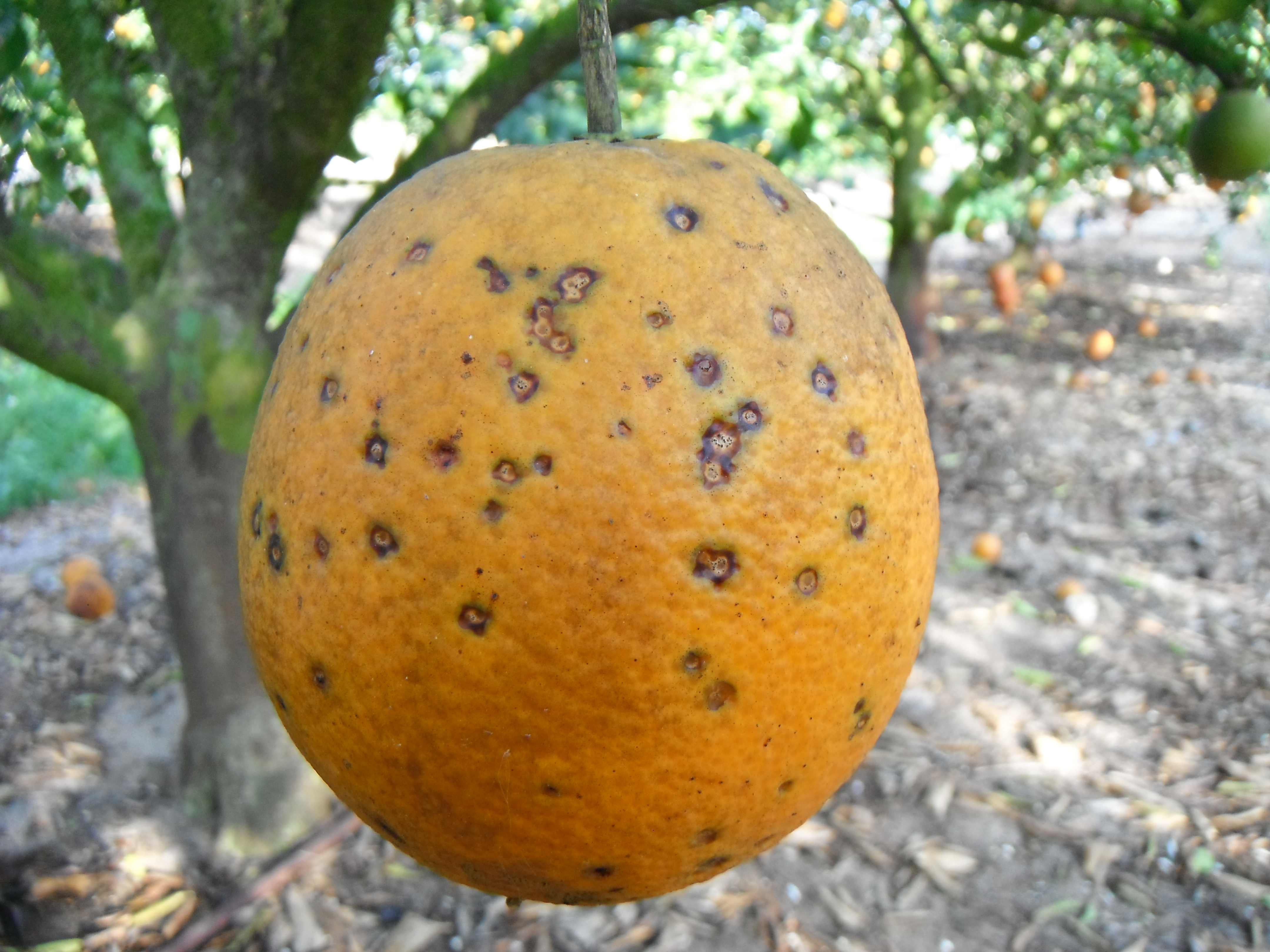
Guignardia citricarpa op sinaasappel

G. citricarpa komt voor zover bekend niet voor in Noord-Amerika of in Europa. Ze is een potentiële bedreiging van de citrusvruchtenteelt in het Middellandse Zeegebied en ze staat daarom op de lijst van schadelijke organismen waarvoor maatregelen moeten genomen worden om het binnenbrengen en de verspreiding ervan in de Europese Unie te vermijden. Zo moeten ingevoerde citrusvruchten afkomstig zijn uit landen of gebieden waarvan officieel bekend is dat ze vrij zijn van de schimmel.